# 波盧濟里亞
49°26′58″N 34°18′38″E / 49.44944°N 34.31056°E
波盧濟里亞（烏克蘭語：Полузір'я），是烏克蘭中部的村莊，隸屬波爾塔瓦州的波爾塔瓦區。該村距離邦杜里0.5公里，面積1.81平方公里，海拔高度95米，2001年人口328。